# Mary Cecilia Rogers
Mary Cecilia Rogers (nacida c. 1820 – encontrada muerta el 28 de julio de 1841) fue una víctima de asesinato estadounidense cuya historia se convirtió en una sensación nacional.
Rogers era una belleza notable que trabajaba en una tienda de tabacos de Nueva York, la cual atraía habitualmente a muchos hombres señalados, claramente por ella. Cuando su cuerpo fue encontrado en el río Hudson, se supuso que había sido víctima de una pandilla. Sin embargo, una testigo juró que había sido arrojada después de que un intento fallido de aborto acabara con su vida, mientras la nota de suicidio de su novio sugería una implicación por su parte. La muerte de Rogers permanece sin explicación. Inspiró la historia de detectives pionera de Edgar Allan Poe El misterio de Marie Rogêt.

## Primeros años
Mary Rogers nació probablemente en 1820 en Lyme, Connecticut, aunque sus registros de nacimiento no se han conservado. Era una joven de gran belleza hija única de su madre viuda. A los veinte años, Mary vivía en la pensión que regentaba su madre, y su asombrosa belleza era la comidilla del barrio. Su padre había muerto en una explosión en un barco de vapor cuando ella tenía 17 años y entonces tomó un trabajo como dependienta en una tienda de tabacos propiedad de John Anderson en la ciudad de Nueva York. Anderson le pagaba un sueldo generoso porque su atractivo físico atraía muchos clientes. Un cliente escribió que se pasó una tarde entera en la tienda solo para intercambiar "miradas pícaras" con ella. Otro admirador publicó un poema en el New York Herald refiriéndose a su sonrisa celestial y sus ojos como estrellas. Algunos de sus clientes incluían figuras literarias notables como James Fenimore Cooper, Washington Irving, y Fitz-Greene Halleck.

## Primera desaparición
El 5 de octubre de 1838, el diario New York Sun informó que "la señorita Mary Cecilia Rogers" había desaparecido de su casa. Su madre, Phoebe, dijo haber encontrado una nota de suicidio que el forense local analizó y dijo revelar una "determinación fija e inalterable de destruirse a sí misma". Al día siguiente, sin embargo, el Times and Commercial Intelligence informó que la desaparición era un bulo y que Rogers solo había ido a visitar a una amiga en Brooklyn. The Sun había publicado anteriormente una historia conocida como el "Gran Engaño de la Luna" en 1835, causando controversia. Algunos sugirieron que esta noticia era otro bulo, evidenciado en que Rogers no volvió inmediatamente al trabajo en la tienda de tabacos cuando regresó; otro periódico sugirió que el acontecimiento entero había sido un truco de publicidad organizado por Anderson.

## Asesinato
El 25 de julio de 1841, Rogers dijo a su prometido, Daniel Payne, cortador de corcho y huésped en la pensión, que iba a visitar a su tía y otros familiares. Tres días más tarde, el 28 de julio, la policía encontraba su cadáver flotando en el río Hudson en Hoboken, Nueva Jersey. Parecía haber sido violada y estrangulada con una tira de tela arrancada de su vestido. Referido como el "misterio de la bella cigarrera", la incógnita de su muerte fue sensacionalizada por los periódicos al punto de recibir atención nacional. Los detalles del caso sugirieron que había sido asesinada, o tirada muerta por la conocida abortista Madame Restell después de un procedimiento fallido. Meses más tarde, con la investigación todavía en curso, su afligido prometido Daniel Payne se suicidó con una sobredosis de láudano después de emborracharse. Una nota de arrepentimiento fue encontrada entre los papeles que portaba cuando fue encontrado muerto cerca de Sybil's Cave el 7 de octubre de 1841, leyendo: "Para el Mundo– aquí estoy en mi sitio. Que Dios me perdone por mi mala vida". El lugar estaba cerca de la orilla del río donde se halló el cuerpo y era el mismo que la policía sospechaba había sido escenario del crimen, porque unos días después del descubrimiento del cadáver unos niños encontraron allí un chal, una sombrilla, una faja y un pañuelo con las iniciales M.R. bordadas.
La historia, muy publicitada por la prensa, también enfatizó la ineptitud y corrupción del sistema de vigilantes urbanos de la ciudad. Por entonces, la población de la ciudad de Nueva York era de 320.000 habitantes servidos por una fuerza arcaica, que consistía en una guardia nocturna, cien alguaciles de ciudad, treinta y un agentes de policía, y cincuenta y un policías.
La teoría más popular era que Rogers había sido víctima de una pandilla violenta. En noviembre de 1842, Frederica Loss se adelantó y juró que la muerte de Rogers había sido producto de un intento de aborto fallido. La policía se negó a creer su historia y el caso quedó sin resolver. El interés en la historia empezó a decaer nueve semanas más tarde, cuando la prensa empezó a publicitar otro asesinato diferente, no relacionado con el caso, el de Samuel Adams por John C. Colt.

## En la ficción

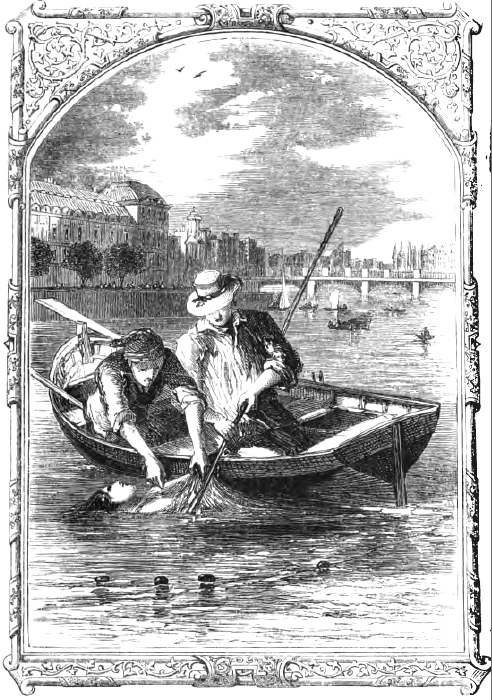
Ilustración de 1853 de El misterio de Marie Rogêt, relato inspirado en la muerte de Mary Rogers.

La historia de Rogers fue notablemente perpetuada por Edgar Allan Poe cuando publicó el relato corto El misterio de Marie Rogêt (1842). La acción de la historia se reubica en París y el cuerpo de la víctima es encontrado en el río Sena. Poe presentó la historia como una secuela a su anterior cuento Los crímenes de la calle Morgue (1841), normalmente considerada la primera historia de detectives moderna, e incluyó también a su personaje principal, C. Auguste Dupin. Al respecto, Poe escribió en una carta: "Bajo el pretexto de mostrar cómo Dupin... desenreda el misterio del asesinato de Marie, de hecho, introduzco un análisis muy riguroso de la tragedia real en Nueva York". En la historia, Dupin sugiere varias soluciones posibles pero en realidad nunca nombra al asesino.